# Psycho-Pass
Psycho-Pass (サイコパス?), estilizado como PSYCHO-PASS, es una serie de anime policíaco, ciberpunk y thriller psicológico japonés producida por Production IG. Fue dirigido por Naoyoshi Shiotani y Katsuyuki Motohiro y escrito por Gen Urobuchi, con diseños de personajes de Akira Amano y la banda sonora de Yugo Kanno. Es producida por Production I.G, comenzó a transmitirse en el bloque noitaminA de la cadena de televisión Fuji TV a partir del 11 de octubre de 2012 terminando en marzo de 2013. Ambientada en una distopía del gobierno japonés del Sistema Sibyl, la trama sigue a la joven Akane Tsunemori. Se la presenta como una inspectora novata asignada a la División Uno de la División de Investigación Criminal de la Oficina de Seguridad Pública, a cargo de resolver delitos con delincuentes latentes.
Mitsuhisa Ishikawa, el presidente y CEO de Production I.G, confirmó en el panel del estudio en la Anime Expo de 2013 que había una segunda temporada en proceso, la cual se estrenó el 9 de octubre de 2014.
Un largometraje, Psycho-Pass: la película, fue estrenado el 9 de enero de 2015, junto con una trilogía de películas Psycho-Pass: Sinners of the System en 2019. Una tercera temporada fue emitida entre octubre y diciembre de 2019, junto con una película secuela, Psycho-Pass 3: First Inspector, estrenada en marzo de 2020. Una nueva película de anime titulada Psycho-Pass Providence ha sido anunciada para su estreno en los cines de Japón. Todas las historias tienen lugar en una distopía futura autoritaria donde sensores públicos omnipresentes escanean continuamente los estados mentales de todos los ciudadanos de paso con el fin de determinar su propensión criminal.
Psycho-Pass se originó por el interés de Production IG en hacer un sucesor de los logros de Mamoru Oshii. La serie se inspiró en varias películas de acción real y el director en jefe, Katsuyuki Motohiro, tenía como objetivo explorar temas psicológicos en la juventud de la sociedad utilizando historias distópicas. Múltiples libros y películas influyeron en el anime, siendo el más notable la película de ciencia ficción estadounidense Blade Runner (1982) de Ridley Scott. La serie fue autorizada por Funimation en Norteamérica y se han serializado dos adaptaciones al manga en la revista Jump Square de Shūeisha. Se han publicado varias novelas, incluida una adaptación y precuelas de la historia original. El personal de Nitroplus desarrolló una adaptación de videojuegos episódica llamada Chimi Chara Psycho-Pass en colaboración con Production IG. Unas nuevas novelas y otro manga se serializaron en 2014. Se ha escrito un manga precuela centrado en el pasado de Kogami.
La primera temporada del anime obtuvo, tanto en Japón como en Occidente,elogios de la crítica sobre los roles e interacciones de los personajes dentro del entorno distópico. La animación también ha sido puesta en valor a pesar de los problemas en los últimos episodios que requirieron arreglos en los volúmenes de DVD de la serie. Por otro lado, la segunda temporada recibió una respuesta crítica mixta derivada de su uso intensivo de sangre, así como de la caracterización de varios villanos nuevos. La tercera temporada del anime obtuvo reacciones positivas sobre el manejo de nuevos personajes.

## Argumento
En un futuro próximo, es posible medir de forma instantánea el estado mental de una persona, la personalidad y la probabilidad de que dicha persona vaya a cometer delitos gracias a un escáner psicosomático que realiza un escaneo de las funciones del cerebro y de las demás funciones biológicas y químicas del cuerpo, determinando el Psycho-Pass, un número asociado a un color en cada persona. Cuando esta probabilidad, medida como el índice de "Coeficiente de Criminalidad", es demasiado alta, es decir, posee un color muy oscuro y un número muy elevado, los individuos objetivos son perseguidos y detenidos con fuerza letal, si es necesario. Esta tarea es realizada por un equipo especial de potenciales delincuentes llamados Ejecutores, que son supervisados por oficiales de la policía conocidos como Inspectores. Los inspectores deben asegurarse de que los ejecutores en ejercicio cumplan con sus funciones dentro de los límites de la ley. Los ejecutores e inspectores emplean armas especiales llamadas "dominadores" diseñadas para disparar sólo contra aquellos con un coeficiente de criminalidad mayor de lo normal. 
La historia sigue a una Unidad de la División de la Oficina de Seguridad Pública e Investigación Criminal, el equivalente a la policía del tiempo actual, directamente responsable y administradora del trabajo de Inspectores y Ejecutores.
En Psycho-Pass se da a tratar el tema filosófico muy a menudo, desde la perspectiva del principal antagonista como desde el mismo sistema que rige la sociedad.

## Personajes

### Principales
Akane Tsunemori (常守 朱 Tsunemori Akane?)
Seiyū: Kana Hanazawa
La Protagonista, Inspectora recién asignada a la Unidad 1. Considerada una ciudadana ejemplar, decidió ingresar en la policía a pesar de tener altas calificaciones que le permiten entrar en otras áreas de las empresas públicas y privadas, debido a que fue la única persona que logró un buen puntaje en dicha área, lo que la llevó a creer tal vez había algo que sólo ella podía hacer si ingresaba en la Oficina de Seguridad Pública. Se ha demostrado que tiene una alta tolerancia al alcohol, así como una psique increíblemente clara, que le permite recuperarse con rapidez de circunstancias que elevarían en gran medida el coeficiente de criminalidad de una persona normal. A pesar de las indicaciones de Ginoza, se niega a tratar a los ejecutores de una forma especial, considerándolos compañeros. Tiene dificultad para terminar de comprender a Shinya, pidiendo opinión sobre el tema tanto a sus amigas como a otros miembros de la Unidad 1. En el capítulo 13 manifiesta su decisión de atrapar a Makishima incluso aunque esto implique ser degradada a ejecutor. Demuestra tener gran admiración por Kougami y amistad más adelante se muestra un sentimiento aún más grande por el que no solo es amistad. En el epílogo, Akane se ha convertido en la líder de facto de la Unidad 1.
Shinya Kōgami (狡噛 慎也 Kōgami Shin'ya?)
Seiyū: Tomokazu Seki
Ejecutor de la Unidad 1 de la Sección de Crimen de Seguridad Pública y subordinado de Akane. Anteriormente era inspector y compañero de Ginoza, sin embargo tras el cruel asesinato de Sasayama, un ejecutor asignado a su cargo durante el transcurso de una investigación, acabó obsesionándose con la resolución del caso, aumentando con rapidez su coeficiente de criminalidad hasta el punto que fue degradado al puesto de Ejecutor. Aún después del cierre del caso por sus superiores ha proseguido con la investigación del mismo por su propia cuenta. Su condición física y reflejos están por encima de la media, hasta el punto de llegar a hacer frente a drones en diversas ocasiones. Cuenta con una gran intuición y capacidad deductiva, hasta el punto de llegar a captar el interés de Makishima. Con el tiempo dejó la Unidad 1 para cazar y matar solo a Makishima. Él finalmente tiene éxito, pero con la muerte de Makishima el Sistema Sybil ya no retiran de Kogami la orden de ejecución por su abandono y delincuencia. En el epílogo, se revela que se ha ido a la clandestinidad.
Nobuchika Ginoza (宜野座 伸元 Ginoza Nobuchika?)
Seiyū: Kenji Nojima
Veterano inspector y antiguo compañero de Shinya, del que sigue siendo amigo aún después de la degradación de este. Está a cargo de los ejecutores de la Unidad 1. Inteligente y frío es un férreo creyente del sistema Sybil, insistiendo continuamente a Akane sobre trazar una clara línea entre los inspectores y los ejecutores. A pesar de considerar a Akane inexperta cree que esta tiene las habilidades necesarias para convertirse en una gran inspectora, y se preocupa por ella. Se siente traicionado tanto por su antiguo compañero Shinya, como por su padre Tomomi (con el que mantiene una mala relación, pese a ser su único pariente vivo) al haber perdido ambos el puesto de inspectores y ser degradados a ejecutores al haber aumentado sus respectivos coeficientes de criminalidad. Pese a sus altas capacidades su frustración provoca que su coeficiente de criminalidad también esté aumentando, con lo que corre el riesgo de ser degrado él también en el futuro. En el epílogo, fue degradado a ejecutor debido a su alto coeficiente criminal, lo que refleja el mismo destino de Masaoka y Kogami.
Tomomi Masaoka (征陸 智己 Masaoka Tomomi?)
Seiyū: Kinryu Arimoto
Es el de mayor edad entre todos los ejecutores de la Unidad 1. Hombre honesto y veterano, con una gran experiencia e intuición. Es la guía de Akane en su aprendizaje sobre el funcionamiento del Sistema de la Oficina de Seguridad Pública. Tiene una buena relación con Shinya, posiblemente ya que cuentan con una experiencia en común, ya que ambos fueron inspectores cuyos coeficientes de criminalidad se elevaron hasta el punto de ser degradados al rango de ejecutores. Su relación con Ginoza es tirante, a medida que avanza la serie se descubre que es el padre y único familiar vivo de éste, siendo una de los mejores inspectores de la oficina cuando se implantó el sistema Sybil, el no ser capaz de adaptarse al nuevo sistema fue lo que provocó la elevación de su coeficiente de criminalidad y su posterior degradación. Muere protegiendo a Ginoza cuando enfrentaron a Makishima, dejando un dolor asolador en Ginoza.
Shūsei Kagari (縢 秀星 Kagari Shusei?)
Seiyū: Akira Ishida
Un ejecutor de la Unidad 1. Nacido el 3 de diciembre de 2090, Kagari tuvo una infancia normal hasta que a la edad de cinco años fue detectado como un criminal latente durante el examen médico del ministerio, siendo llevado al centro de rehabilitación. En diciembre de 2097, Kagari se hace amigo de un niño de su misma edad, también detectado como criminal latente; ellos juegan juntos desde sus respectivas celdas mediante la lectura de labios hasta que en el centro de rehabilitación hay una fuga y al intentar huir, el niño fue asesinado frente a los ojos de Kagari a sus siete años. Él siempre cuenta chistes y le gusta jugar videojuegos y comer dulces, ya que esas actividades se le fueron negadas en la infancia
Yayoi Kunizuka (六合塚 弥生 Yayoi Kunizuka?)
Seiyū: Shizuka Itō
La única ejecutor mujer de la Unidad 1. Ella siempre se muestra tranquila y serena, incluso ante los crímenes más brutales. Antes de ser detectado como una criminal latente era música autorizada por el Sistema Sybil, siendo la guitarrista de una banda. Fue reclutada por Shinya y Ginoza para ayudar a la Unidad 1 en la detención de un grupo terrorista, tras descubrir que una cantante, a quien ella más respetaba, era la líder de dicho grupo, terminó uniéndose a la Oficina de Seguridad Pública.
Shion Karanomori (唐之杜 志恩 Karanomori Shion?)
Seiyū: Miyuki Sawashiro
Una analista de la División de la Oficina de Seguridad Pública de Análisis General y criminal latente. Ella proporciona apoyo a los ejecutores e inspectores en su investigación mediante el análisis de los datos y las pruebas enviadas por ellos.
Shogo Makishima (槙島 聖護 Makishima Shogo?)
Seiyū: Takahiro Sakurai
Un viejo enemigo de Shinya y el blanco de su venganza. El cerebro detrás de los muchos casos que la Oficina de Seguridad Pública están investigando, incluyendo el que llevó a degradar a Shinya de inspector a ejecutor. A pesar de sus asesinatos, su coeficiente nunca han alcanzado niveles peligrosos, haciéndole inmune al Dominator. Makishima no considera que matar sea algo malo, sino que es incluso natural, no teniendo el menor remordimiento por dichas acciones. Se especula que posiblemente es esta la razón de que sea inmune al Dominator, convirtiéndole en un Criminal Asintomático, uno de los pocos casos que escapan al Sistema Sybil. Makishima es finalmente asesinado por Kogami, a pesar de los esfuerzos de Akane para detenerlo.

### Otros
Joshu Kasei (禾生壌宗?)
Seiyū: Yoshiko Sakakibara
Es el nombre del cuerpo robótico que todos los miembros del Sistema de Sibyl usa para ejecutar el sistema de justicia criminal en Japón. Varias copias del cuerpo de Kasei existen, lo que le permite ser reemplazado por un duplicado si éste "muere".
Choe Gu-sung (チェ・グソン?)
Seiyū: Yasunori Masutani
Hacker experto, mano derecha y amigo de Shogo Makishima. Fue capaz de hackear el núcleo del Sistema Sibyl y ver su verdadera forma. Se trasladó desde Corea a Japón, porque se interesó en dicho sistema.
Rikako Oryou (おうりょう りかこ?)
Seiyū: Maaya Sakamoto
Estudiante en la Academia Oso. Mediante la intervención de Shogo Makishima, creó monumentos crueles con el arte de su padre usando como materiales los cuerpos de sus compañeras.
Toyohisa Senguji (泉宮寺 豊久（せんぐうじ とよひさ）?)
Seiyū: Katsumi Chō
Era un cyborg que trabajó con Shogo Makishima, hasta que fue asesinado por Shinya durante una de sus cacerías de zorro.
Kouzaburou Touma (藤間幸三郎?)
Seiyū: Kenichi Suzumura
Fue la persona detrás de los casos de muestras en que fue asesinado el ejecutor Sasayama hace algunos años antes del comienzo de la serie. Trabajó como profesor de la Academia Oso antes de convertirse en un miembro del Sistema Sybil.
Yuki Funahara (船原 ゆき?)
Seiyū: Kotori Koiwai
Fue una terapeuta-entrenadora de un gimnasio local y la mejor amiga de Akane Tsunemori. Ella y Tsunemori se conocieron en la escuela secundaria, donde rápidamente se hicieron amigas y se encontraban de vez en cuando para socializar. Debido a ello, la convierte en un objetivo para Shogo Makishima, quien la secuestra y la usa como cebo para atraer a Shinya Kogami a una trampa. A pesar de que Kogami rescata a Yuki a tiempo, Shogo lo hiere de gravedad y recaptura a Yuki, a quien la mata degollándola frente a Tsunemori como castigo por la falla de ésta en su "prueba de carácter", que requería que ella lo matara con su Dominator.

## Terminología
Psycho-Pass (サイコパス Saikopasu?)
Un biomarcador que mide el estado mental de una persona, su personalidad y la probabilidad de que dicha persona cometa crímenes.
Coeficiente de Criminalidad (犯罪係数 Hanzaikeisū?)
La probabilidad de que un ciudadano vaya a cometer delitos. Está determinado por los niveles de estrés y otras lecturas biológicas en el ciudadano. Aquellos sujetos cuyos coeficientes de criminalidad estén más allá de un cierto nivel se identifican como criminales latentes.
Sistema Sibyl (シビュ ラ システム Shibyu Shisutemu?)
El sistema que controla todos los datos registrados del Psycho-Pass.
Psycho-Hazard (サイコ·ハザード Saiko-hazādo?)
Un fenómeno en el que las acciones y el comportamiento de una persona con un Coeficiente Criminal elevado pueden alterar y causar estrés a otras personas, afectando su estado mental y por lo tanto elevando su Coeficiente Criminal a un ritmo acelerado.
Dominator (ドミネーター Dominētā?)
Seiyū: Noriko Hidaka
Un arma de alta tecnología utilizada por los inspectores de la Oficina de Seguridad Pública e Investigación Criminal y sus fuerzas, y que sólo puede ser usada por la persona que esté registrada en su memoria interna. Se porta y acciona de forma semejante a una pistola actual y cuando se apunta a alguien lee el Coeficiente de Criminalidad de esa persona. Por defecto, está inactivo para evitar disparar contra gente inocente. Cuando es dirigida a alguien con un coeficiente alto, el Dominator cambiará a modo paralizador, que dispara explosiones no letales que paralizan al objetivo para la captura. Si un objetivo tiene un coeficiente de crimen peligrosamente alto, el Dominator pasará al modo 'Eliminator Letal' que, como su nombre lo indica, hace disparos mortales que destruyen su objetivo tras el impacto.
Criminal Asintomático (免罪体質 Menzai Taishitu?)
Personas cuyo bajo coeficiente de criminalidad no coincide con su psicología criminal, lo que las hace inmunes al Dominador. Se estima que 1 de cada 2 millones de personas posee esta condición. Según Makishima Shogo, su coeficiente de criminalidad es bajo debido a que no consideran que sus actos criminales sean malos, sino más bien normales. Su existencia es desconocida para el público a fin de mantener la fe intacta en el juicio del Sistema Sibyl.

## Contenido de la obra

### Anime

#### Música
Temas de apertura
- Episodios 1 al 11: "Abnormalize" por Ling Tosite Sigure.[3][9]
- Episodios 12 al 22: "Out of Control" por Nothing's Carved in Stone.[10]
- Psycho pass 2: "Enigmatic Feeling" por Ling Tosite Sigure.
- Psycho pass 3: "Q-vism" por Who-ya Extended.

Temas de cierre
- Episodios 1 al 11: "Namae no nai Kaibutsu" (名前のない怪物) por Egoist.[3][9]
- Episodios 12 al 22: "All Alone With You" por Egoist.[11][12]
- Psycho Pass 2: "Fallen" por Egoist.
- Psycho pass 3: "Bullet" por Cö Shu Nie.

### Manga
La primera temporada del anime recibió una adaptación al manga por Hikaru Miyoshi, titulada Kanshikan Tsunemori Akane (監視官 常守朱?), que comenzó a ser serializada en la revista Jump Square en noviembre de 2012. Una segunda adaptación, enfocada al personaje Shinya Kōgami y su historia previa a la serie, fue titulada Kanshikan Kōgami Shinya (監視官 狡噛 慎也?) y comenzó a publicarse en la revista Comic Blade en junio de 2014. Natsuo Sai dibuja este manga y Midori Gotou lo escribe.

### Películas
En marzo de 2018 se anunció que una trilogía de películas titulada Psycho-Pass: Sinners of the System sería estrenada en 2019. La primera parte titulada Case.1 Tsumi to Bachi, estrena el 25 de enero de 2019 y se enfoca en Nobuchika Ginoza y Mika Shimotsuki. La segunda parte titulada Case.2 First Guardian estrena el 15 de febrero de 2019 y tiene como centro de la historia a Tomomi Masaoka y Teppei Sugo. La tercera y última parte se llama Case.3 Onshuu no Kanata ni, estrena el 8 de marzo de 2019 y se enfoca en la vida de Shinya Kogami. Para el 2020 se anunció su última película titulada Psycho-Pass 3: First Inspector, referido a finalizar los sucesos de la tercera temporada
El 14 de agosto de 2022, se anunció que la serie recibirá una nueva película de anime titulada Psycho-Pass Providence, para conmemorar el décimo aniversario de la serie. Naoyoshi Shiotani regresa para dirigir la película en Production I.G. La película se estrenó el 12 de mayo de 2023 en Japón.

### Videojuego
Novelas visuales interactivas tituladas Chimi Chara Psycho-Pass se incluyen en la versión Blu-ray de la serie. En diciembre de 2015 se anunció un videojuego para las plataformas PlayStation 4, Vita y PC.

## Desarrollo
Al crear el anime Psycho-Pass, el jefe director Katsuyuki Motohiro quería para la serie contrarrestar las tendencias actuales del anime, como resultado, el uso del elemento moé fue prohibido. Motohiro había estado deseando volver a hacer un anime desde hace algún tiempo, pero necesitaba un guionista carismático para hacerlo. A continuación propuso a Gen Urobuchi para juntos trabajar a principios del 2011. Motohiro y su personal se sorprendieron de la contribución de Urobuchi en la serie anime Puella Magi Madoka Magica. Fascinado con Madoka Magica, y luego de leer otras obras de Urobuchi, Motohiro se convence para hablar con él.
En la realización de la serie, Motohiro permitió elementos muy gráficos a pesar de que podrían reducir la audiencia femenina. Reconoce que la serie puede ser demasiado violenta para el público más joven, y comentó que no le gustaría que su hijo lo viera debido a que es psicológicamente brutal. Los temas psicológicos se basaron en el momento en que vio Lupin III durante su infancia al pensar en la adición del hoy "trauma juvenil" a la serie. También se ha acreditado a los actores de voz en la realización de la serie debido a la forma en que añade rasgos a los personajes.